# Јаков Ненадовић
Јаков Ненадовић (Бранковина око 1765 — Бранковина, 1836) био је војвода из Првог српског устанка и председник Правитељствујушчег совјета сербског.

## Биографија
Био је млађи брат Алексе Ненадовића. У мемоарима проте Матије Ненадовића, наводи се да је породица Ненадовић пореклом из Херцеговине. После Велике сеобе Срба крајем 17. века, преко Босне и Осечине долазе у плодну Бранковину, где проналазе нови дом. Ту је у породици Стефана Ненадовића, угледног домаћина, око 1765. године рођен Јаков Ненадовић. Још као дечарац, а по жељи двадесет година старијег брата Алексе, прелази у Србију и Срем и стиче основно образовање. Уследиће повратак у Бранковину, где се за разлику од бунтовног старијег брата, одлучује за трговину свињама.
Трагична смрт Алексе у Сечи кнезова, промениће ток живота тада већ угледног и богатог трговца. Као нова глава породице Ненадовић и кнез ваљевске нахије, а уз подршку синовца Матије Ненадовића, креће у борбу против Турака. Испоставиће се да је овај "трговац свињама" у себи крио изванредно способног војсковођу. Ослобађа Шабац и Ваљево који су се налази под окупацијом јаничара, склапа примирје са босанским беговима, бори се против зулума хајдука који су покушали да искористе устанак у своју корист.
Убрзо успоставља власт у читавој Западној Србији и током две године успешно се супротставља нападима турске војске из Босне. Тек после пробоја фронта 1806. године, тражи Карађорђеву помоћ. Уследиће одлучујућа победа у Боју на Мишару, која ће Карађорђу омогућити да Ненадовићеве нахије стави под своју власт. Наиме, у Шабачкој и Сокоској нахији поставља нову власт, а Јакову оставља на управљање само Ваљевску нахију.

### Правитељствујушчи совјет
После Карађорђа и Јанка Катића имао је највећи углед у земљи, па је био један од вођа опозиције против Карађорђа. Допринео је да се у Србији 1805. године уведе Правитељствујушчи совјет. 1810. године Карађорђе је морао да попусти опозицији, па је на место Младена Миловановића за председника совјета постављен Јаков Ненадовић. Он се потом приближио Карађорђу, пристао на уставне одредбе од 1811. године, и постао попечитељ (министар) унутрашњих послова. Током устанка Јаков Ненадовић је у борбама заробио један француски топ са француском посадом које је Наполеон Бонапарта послао Турцима у испомоћ. Судбина артиљераца је непозната, али се зна да је Јаков топ закопао и да га је после устанка ископао Петар Николајевић Молер и користио у Другом српском устанку..
Током свог двогодишњег министровања,трудио се да у хаотичној држави успостави ред и мир, створи основе за развој правичних полицијских снага и да грађанима пружи осећај сигурности, како личне, тако и имовинске. Био је и један од првих српских дипломата коме су поверене изузетно важне дипломатске мисије у Русији и Влашкој. После пропасти Првог српског устанка 1813. са Карађорђем је напустио Србију и емигрирао у Аустрију, а следеће 1814. године је стигао у Бесарабију. Са Карађорђем се налазио у депутацији на двору код цара Александра I у Петрограду 1816. године

## Живот ван Србије
И док су други устаници бежали из Србије мислећи само како да сачувају живу главу, Јаков је остао веран држави. Прикупио је и понео у расејање са собом бројна и значајна државна акта. Са собом је повео и супругу Неранџу, децу Јеврема, Пантелију, Јулку и Александра са породицама.
Наредне две деценије, породица Ненадовић дом далеко од дома засноваће у Бесарабији, на обали Дњестра. Ту ће се маја 1830. године венчати Персида, Јаковљева унука и Јевремова ћерка, и Александар, млађи Карађорђев син. Захваљујући овом браку, Ненадовићи ће се после прогонства кнеза Милоша још једном уздићи међу српску владарску елиту.
Војвода Јаков Ненадовић вратиће се исте године у Србију после скоро две деценије изгнанства. Позне године провешће у ваљевској нахији. Од државе и кнеза Милоша добија симболичну пензију од 60 талира, уз опаску да је "већ примио на име мировине капитал, од кога он и фамилија његова уживају". Не треба посебно спомињати да је због Милошеве самовоље владала велика нетрпељивост између Ненадовића и кнеза.
Управо ће овај сукоб бити и повод за причу да је за Ненадовићеву смрт одговоран сам кнез Милош. Наиме, причало се да је, када се пред крај живота Јаков озбиљно разболео, помоћ потражио у Београду. Ту му је, наводно, кнежев лекар Куниберт преписао неки лек који је Јаков попио и недуго потом преминуо. Ово је био повод да се наглаба о томе како је кнез наредио смакнуће моћног политичког противника.
Било како било, као званична година смрти наводи се 1836. године, а као место Бранковина.
Данас једна од улица у београдском насељу Борча Греда носи име по војводи и првом београдском полицајцу.